# Orientales de Humacao 2016
Questa voce raccoglie le informazioni riguardanti le Orientales de Humacao nella stagione 2016.

## Organigramma societario
Area direttiva
- Presidente: Luis Domingo Lebrón Mazón

Area tecnica
- Allenatore: Julio Ruvira

## Rosa
| N° | Nome               | Ruolo | Data di nascita   | Nazionalità sportiva |
| -- | ------------------ | ----- | ----------------- | -------------------- |
| 1  | Tatiana Jusino     | L     | 27 luglio 1990    | Porto Rico           |
| 2  | Daisyre Perez      | -     | -                 | Porto Rico           |
| 3  | Joan Santos        | P     | 31 maggio 1991    | Porto Rico           |
| 3  | Remy McBain        | P     | 27 agosto 1991    | Porto Rico           |
| 4  | Joedly Narváez     | S/O   | 18 ottobre 1991   | Porto Rico           |
| 5  | Andrea Rangel      | S     | 19 maggio 1993    | Messico              |
| 7  | Carla Román        | -     | -                 | Porto Rico           |
| 8  | María Reyes        | S     | 1º settembre 1991 | Porto Rico           |
| 9  | Oneida González    | S/O   | 3 giugno 1981     | Porto Rico           |
| 10 | Viongelie Pimentel | C     | 8 ottobre 1993    | Porto Rico           |
| 11 | Tara Mueller       | S     | 31 luglio 1989    | Stati Uniti          |
| 12 | Jetzabel Del Valle | C     | 19 dicembre 1979  | Porto Rico           |
| 15 | Shalimarie Merlo   | L     | 21 luglio 1994    | Porto Rico           |
| 16 | Hazel Ortiz        | P     | 26 gennaio 1994   | Porto Rico           |
| 17 | Jennifer Quesada   | C     | 22 febbraio 1992  | Porto Rico           |

## Mercato
| Acquisti | Acquisti             | Acquisti             | Acquisti      |
| R.       | Nome                 | da                   | Modalità      |
| -------- | -------------------- | -------------------- | ------------- |
| L        | Tatiana Jusino       | Lancheras de Cataño  | definitivo    |
| ?        | Daisyre Perez        | ?                    | definitivo    |
| P        | Joan Santos          | -                    | definitivo    |
| S/O      | Joedly Narváez       | -                    | definitivo    |
| S        | Andrea Rangel        | Nuevo León           | definitivo    |
| ?        | Carla Román          | ?                    | definitivo    |
| S        | María Victoria Reyes | ?                    | definitivo    |
| S/O      | Oneida González      | -                    | definitivo    |
| C        | Viongelie Pimentel   | ?                    | definitivo    |
| S        | Tara Mueller         | Istres               | definitivo    |
| C        | Jetzabel Del Valle   | Leonas de Ponce      | fine prestito |
| L        | Shalimarie Merlo     | -                    | definitivo    |
| P        | Hazel Ortiz          | Bethune-Cookman      | definitivo    |
| P        | Remy McBain          | Changas de Naranjito | definitivo    |
| C        | Jennifer Quesada     | Changas de Naranjito | definitivo    |

| Cessioni | Cessioni           | Cessioni             | Cessioni   |
| R.       | Nome               | a                    | Modalità   |
| -------- | ------------------ | -------------------- | ---------- |
| P        | Joan Santos        | Changas de Naranjito | definitivo |
| C        | Jetzabel Del Valle | Changas de Naranjito | definitivo |

## Risultati

### LVSF

#### Regular season
| 1ª giornata - 13 gennaio 2016 Coliseo Roberto Clemente, San Juan           | Capitalinas de San Juan | 1 - 3 | Orientales de Humacao   | 24-26, 25-23, 11-25, 16-25        |
| 2ª giornata - 15 gennaio 2016 Coliseo Emilio Huyke, Humacao                | Orientales de Humacao   | 1 - 3 | Indias de Mayagüez      | 22-25, 25-20, 20-25, 23-25        |
| 3ª giornata - 20 gennaio 2016 Coliseo Guillermo Angulo, Carolina           | Gigantes de Carolina    | 1 - 3 | Orientales de Humacao   | 25-20, 20-25, 23-25, 24-26        |
| 4ª giornata - 22 gennaio 2016 Coliseo Emilio Huyke, Humacao                | Orientales de Humacao   | 0 - 3 | Criollas de Caguas      | 18-25, 16-25, 26-28               |
| 5ª giornata - 27 gennaio 2016 Coliseo Rafael Amalbert, Juncos              | Valencianas de Juncos   | 0 - 3 | Orientales de Humacao   | 22-25, 18-25, 26-28               |
| 6ª giornata - 30 gennaio 2016 Coliseo Gelito Ortega, Naranjito             | Changas de Naranjito    | 2 - 3 | Orientales de Humacao   | 20-25, 18-25, 25-19, 25-21, 16-18 |
| 7ª giornata - 3 febbraio 2016 Coliseo Emilio Huyke, Humacao                | Orientales de Humacao   | 2 - 3 | Lancheras de Cataño     | 25-20, 25-14, 20-25, 16-25, 13-15 |
| 8ª giornata - 5 febbraio 2016 Coliseo Salvador Dijols, Ponce               | Leonas de Ponce         | 3 - 0 | Orientales de Humacao   | 25-14, 25-22, 25-17               |
| 9ª giornata - 10 febbraio 2016 Coliseo Roberto Clemente, San Juan          | Capitalinas de San Juan | 3 - 0 | Orientales de Humacao   | 25-22, 25-18, 25-22               |
| 10ª giornata - 12 febbraio 2016 Palacio de Recreación y Deportes, Mayagüez | Indias de Mayagüez      | 3 - 0 | Orientales de Humacao   | 25-17, 25-23, 25-19               |
| 11ª giornata - 17 febbraio 2016 Coliseo Emilio Huyke, Humacao              | Orientales de Humacao   | 3 - 1 | Gigantes de Carolina    | 25-12, 22-25, 25-23, 25-21        |
| 12ª giornata - 19 febbraio 2016 Coliseo Héctor Solá Bezares, Caguas        | Criollas de Caguas      | 3 - 0 | Orientales de Humacao   | 25-17, 25-23, 25-19               |
| 13ª giornata - 22 febbraio 2016 Palacio de Recreación y Deportes, Mayagüez | Indias de Mayagüez      | 3 - 1 | Orientales de Humacao   | 25-20, 28-26, 19-25, 27-25        |
| 14ª giornata - 24 febbraio 2016 Coliseo Emilio Huyke, Humacao              | Orientales de Humacao   | 0 - 3 | Valencianas de Juncos   | 17-25, 22-25, 23-25               |
| 15ª giornata - 27 febbraio 2016 Coliseo Emilio Huyke, Humacao              | Orientales de Humacao   | 3 - 1 | Changas de Naranjito    | 25-13, 24-26, 30-28, 27-25        |
| 16ª giornata - 3 marzo 2016 Coliseo Emilio Huyke, Humacao                  | Orientales de Humacao   | 3 - 1 | Lancheras de Cataño     | 16-25, 25-23, 25-23, 25-16        |
| 17ª giornata - 6 marzo 2016 Coliseo Emilio Huyke, Humacao                  | Orientales de Humacao   | 1 - 3 | Leonas de Ponce         | 18-25, 25-21, 18-25, 29-31        |
| 18ª giornata - 10 marzo 2016 Coliseo Emilio Huyke, Humacao                 | Orientales de Humacao   | 3 - 1 | Valencianas de Juncos   | 19-25, 25-17, 25-16, 25-15        |
| 19ª giornata - 17 marzo 2016 Coliseo Emilio Huyke, Humacao                 | Orientales de Humacao   | 0 - 3 | Criollas de Caguas      | 19-25, 20-25, 21-25               |
| 20ª giornata - 20 marzo 2016 Coliseo Emilio Huyke, Humacao                 | Orientales de Humacao   | 2 - 3 | Leonas de Ponce         | 25-23, 22-25, 20-25, 26-24, 13-15 |
| 21ª giornata - 22 marzo 2016 Coliseo Guillermo Angulo, Carolina            | Gigantes de Carolina    | 3 - 0 | Orientales de Humacao   | 25-15, 26-24, 25-22               |
| 22ª giornata - 31 marzo 2016 Coliseo Emilio Huyke, Humacao                 | Orientales de Humacao   | 0 - 3 | Capitalinas de San Juan | 23-25, 23-25, 21-25               |
| 23ª giornata - 2 aprile 2016 Coliseo Cosme Beitia Sálamo, Cataño           | Lancheras de Cataño     | 3 - 1 | Orientales de Humacao   | 29-27, 21-25, 26-24, 25-21        |
| 24ª giornata - 5 aprile 2016 Coliseo Gelito Ortega, Naranjito              | Changas de Naranjito    | 3 - 1 | Orientales de Humacao   | 21-25, 25-21, 25-19, 25-21        |

## Statistiche

### Statistiche di squadra
| Competizione | Punti | In casa | In casa | In casa | In trasferta | In trasferta | In trasferta | Totale | Totale | Totale |
| Competizione | Punti | G       | V       | P       | G            | V            | P            | G      | V      | P      |
| ------------ | ----- | ------- | ------- | ------- | ------------ | ------------ | ------------ | ------ | ------ | ------ |
| LVSF         | 26    | 12      | 4       | 8       | 12           | 4            | 8            | 24     | 8      | 16     |
| Totale       | -     | 12      | 4       | 8       | 12           | 4            | 8            | 24     | 8      | 16     |

G = partite giocate; V = partite vinte; P = partite perse